# Csiky János (zeneszerző)
Csiky János (Kolozsvár, 1873. október 3. – Újpest, 1917. június 29.) zeneszerző, zenetudós, egyetemi tanár.

## Életpályája
Szülei: Csiky Imre (1836–1889) és Meskó Ilona voltak. Farkas Ödön és Koessler János tanítványa volt. 1904–1911 között a Budapesti Hírlap zenekritikusa volt. 1908-ban a Nemzeti Zenede, 1911-ben a Színművészeti Akadémia énektanára volt.

### Munkássága
Pályáját zenei szakíróként kezdte és különösen a magyar muzsikával foglalkozott. Hosszú ideig működött zenekritikusként. Több alkalommal jelent meg tartalmas értekezése és vendégként szerepelt a Kisfaludy- és a Petőfi Társaság ülésein is. Az énekoktatásban a Müller-Brünov modern rendszere mellett harcolt és énektanárként a Nemzeti Zenedében, majd Kolozsvárott ennek a módszernek az alapján oktatott. Zeneszerzői munkáinak kis része finoman kidolgozott dalaiból került ki, amelyek kedvelt műsordarabjai voltak a hangversenyeknek és a kabaréknak. Sok érdemet szerzett a régi magyar népzene emlékeinek felkutatásában és feldolgozásában. Írásai az Ethnographiában, a Magyar Könyvszemlében, a Magyar Közéletben és a Zeneközlönyben jelentek meg.

## Művei
- Hangképzés (Budapest, 1912)

## Kompozíciói
- Dalok

## Publikációi
- Régi dalok